# Uukuniemi
Uukuniemi est une ancienne municipalité de Finlande, en Carélie du Sud. Depuis le 1er janvier 2005, elle fait partie de la municipalité de Parikkala.

## Histoire
À la fin de la guerre d'hiver, par le traité de Moscou de 1940, une petite partie d'Uukuniemi reste en Finlande le reste est cédée à l'URSS.
Lors de la guerre de continuation, en 1941 la Finlande reprend tout le territoire mais en 1944 le Armistice de Moscou oblige les forces finlandaise à se retirer sur la frontière de 1940.

## Géographie
Au 31 décembre 2003, Uukuniemi compte 516 habitants pour une superficie de 156,58 km², dont 54,88 km² d'eau.

## Personnalités
- Juha Tiainen (1955-2003), champion olympique du lancer du marteau en 1984, est né à Uukuniemi.